# WRESAT
WRESAT (Weapons Research Establishment Satellite) byl první australský satelit. Jméno získal podle svého výrobce, Weapons Research Establishment, organizaci australského ministerstva obrany. Start se konal 29. listopadu 1967 a vynesla jej raketa SPARTA (varianta americké rakety Redstone), která byla dotována USA.
Satelit vážil 45 kilogramů a měl tvar kužele o výšce 1,59 metru a průměr podstavy byl 0,76 metru, k samotnému satelitu zůstal připojen i třetí stupeň a celková délka tak dosahovala 2,17 metru. Jeho dráha byla téměř polární a než vstoupil do atmosféry 10. ledna 1968, vykonal 642 oběhů kolem Země.
Družice měřila absorpci slunečního záření v nejvyšších vrstvách atmosféry.

## Historické pozadí
Ve druhé polovině 60. let 20. století probíhaly na jihoaustralské raketové střelnici Woomera Missile Range testy návratových systémů jaderných střel. Testovací program nesl název SPARTA a kromě Austrálie se na něm podílelo Spojené království a hlavně Spojené státy americké. Americká armáda přivezla do Austrálie celkem 9 raket pro testy a jednu jako záložní. Jednalo se o rakety Redstone, které byly lehce modifikovány a podle projektu byly nazvány SPARTA. První ze série testů se odehrál 28. listopadu 1966, další testy následovaly a poslední raketa z plánované série vzlétla 31. října 1967. Od počátku programu se vědělo, že jedna náhradní raketa pravděpodobně zbude. Zbylá raketa se buď mohla využít, nebo vrátit do USA, kde by zřejmě skončila na vrakovišti. Iniciativy se společně chopily Univerzita v Adelaide a Weapons research establishment, první návrhy satelitu brzy nabyly konkrétní podoby. Australská vláda neměla s financováním problém, protože díky použití americké rakety a existující infrastruktury, byly finanční nároky minimální a Austrálie si tak mohla velmi levně zvýšit národní prestiž. Práce musely postupovat rychle, neboť americká armáda plánovala odchod z Austrálie krátce po dokončení programu SPARTA, tedy před koncem roku 1967, což dávalo vývojovému týmu přibližně 11 měsíců na vývoj, výrobu, testování a vypuštěni satelitu.

## Popis
Podle prvních návrhů měl být WRESAT integrován přímo do třetího stupně rakety Redstone, později byla tato koncepce opuštěna, avšak satelit zůstal spojen se třetím stupněm i po jeho dohoření. WRESAT měl tvar kužele o výšce 1,59 metru, průměru podstavy 0,76 metru a hmotnosti přibližně 45 kg, celková délka s připojeným třetím stupněm byla 2,17 metru. Stabilizace byla dosažena pomocí rotace kolem podélné osy rychlostí přibližně dvou otáček za sekundu (120 ot·min−1). Vědecké vybavení bylo téměř shodné s tím, které používaly sondážní rakety pro výzkum vyšších vrstev atmosféry, odpalované z kosmodromu Woomera. Satelit prováděl několik druhů měření. Byl vybaven senzory pro měření sluneční radiace a její absorpce atmosférou, senzory mohly měřit také hustotu molekulárního kyslíku v atmosféře. Dodatečně byl vybaven malým teleskopem s čočkami z fluoridu litného pro měření slabého ultrafialového hala kolem Země. Elektrickou energii poskytovaly baterie, jejichž životnost byla stanovena na prvních 72 oběhů kolem Země, tedy asi pět dní.
Raketa SPARTA odstartovala 31. října v 04:49 UT z odpalovací rampy LA8 Woomera Missile Range, ze stejné rampy startovaly rakety programu SPARTA. Satelit byl vynesen na eliptickou oběžnou dráhu se sklonem k základní rovině 83,35°, tedy téměř na polární dráhu. Perigeum (nejnižší bod dráhy) bylo asi zpočátku 193 km a apogeum (nejvyšší bod) 1259 km. Satelit kvůli nízkému perigeu rychle klesal a 10. ledna 1968 v 11:34 UT zanikl nad atlantským oceánem v atmosféře nedaleko pobřeží Irska.

### Multimediální obsah
Konstrukce, příprava a start satelitu WRESAT na serveru http://australianscreen.com.au/:
- (anglicky)část 1.
- (anglicky)část 2.
- (anglicky)část 3.